# Mihovica
Mihovica – wieś w Słowenii, w gminie Šentjernej. W 2018 roku liczyła 197 mieszkańców.